# Golshifteh Farahani

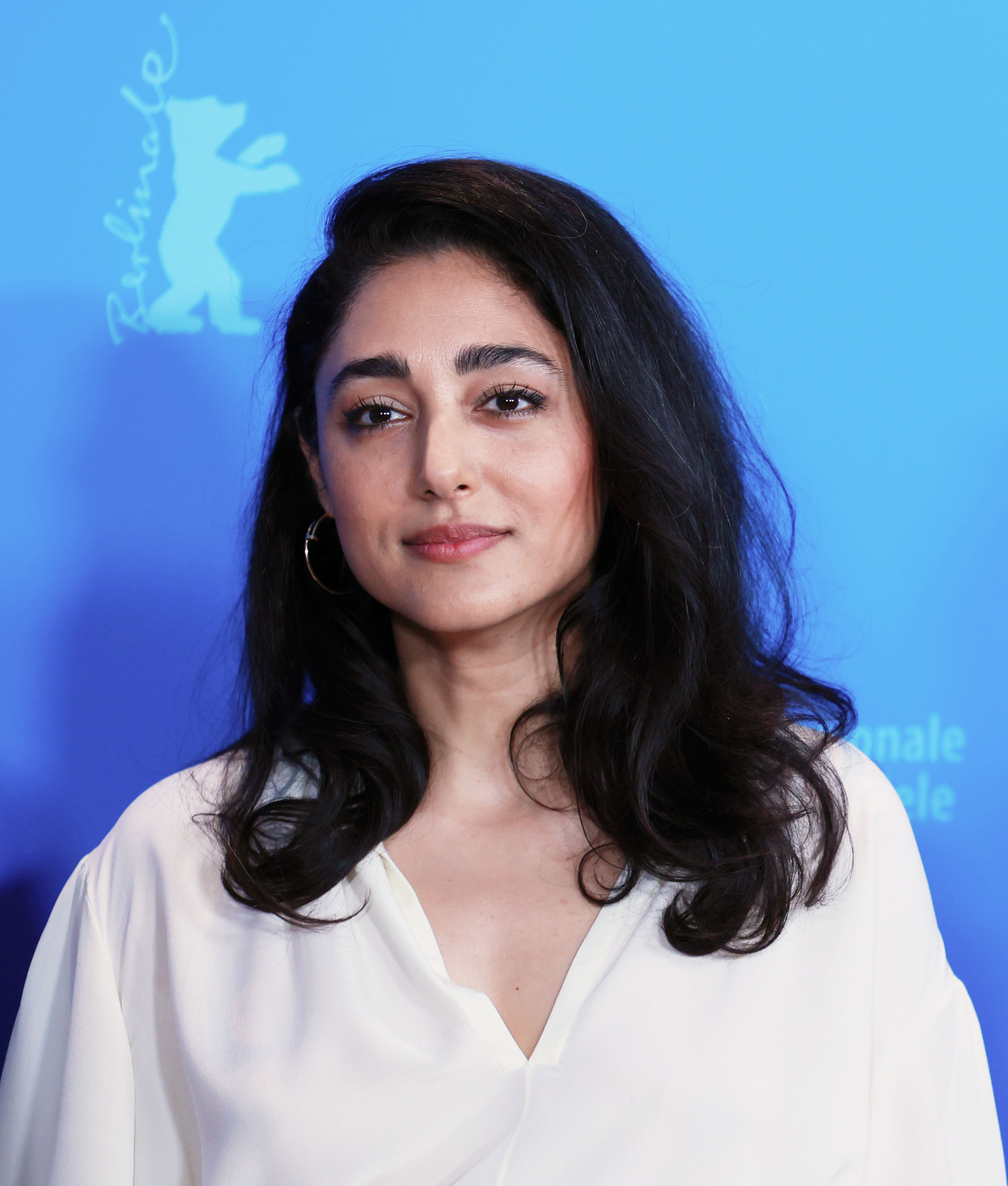
Golshifteh Farahani bei der Berlinale 2023

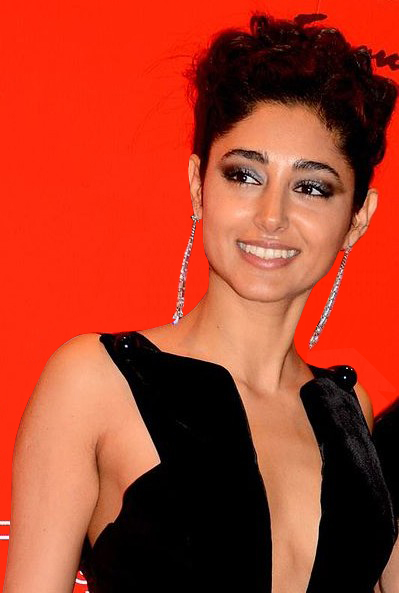
Golshifteh Farahani beim César 2014

Golshifteh Farahani, auch Golschifteh Farahani geschrieben (persisch گلشیفته فراهانی), Künstlername von Rahavard Farahani (* 10. Juli 1983 in Teheran), ist eine iranische Schauspielerin. Sie lebt seit 2009 in Frankreich und gewann mehrere Filmpreise, darunter den Kristall-Simurgh des Internationalen Fajr-Filmfestivals in Teheran.

## Leben
Golshifteh Farahani ist die Tochter des Schauspielers und Theaterregisseurs Behzad Farahani und Schwester der Schauspielerin Shaghayegh Farahani. Bereits im Alter von fünf begann sie damit, Piano zu spielen und Musik zu lernen. Mit zwölf besuchte sie eine Musikschule in Teheran, mit 14 besetzte sie die Hauptrolle in Dariush Mehrjuis Film Derakht-e Golābī, englisch The Pear Tree, wofür sie den Kristall-Simurgh des 16. Internationalen Fajr-Filmfestivals als beste Schauspielerin gewann.

## Karriere
In den 2000er Jahren trat sie mehrfach in preisgekrönten Filmen auf. Für den Film Boutique erhielt sie den Preis als beste Schauspielerin beim 26. Festival der drei Kontinente in Nantes. Sie spielte mehrmals in Filmen namhafter iranischer Regisseure mit, so in Dariush Mehrjuis kontroversem Film Santouri, Bahman Ghobadis Halbmond (Gewinner der Goldenen Muschel beim Festival Internacional de Cine de San Sebastián 2006), Rasoul Mollagholipours Mim Mesle Madar, englisch M for Mother (Irans Beitrag für den Oscar in der Kategorie „Bester fremdsprachiger Film“) sowie Asghar Farhadis Alles über Elly (gewann 2009 den Silbernen Bären für die beste Regie bei der Berlinale sowie den Preis für den besten Film beim New Yorker Tribeca-Festival).
Golshifteh Farahani engagiert sich für den Umweltschutz und war des Weiteren in Iran Botschafterin für die Bekämpfung von Tuberkulose.
Kurz nach ihrer Mitwirkung an dem US-amerikanischen Film Der Mann, der niemals lebte wurde sie Berichten zufolge von iranischen Behörden daran gehindert, das Land zu verlassen; dies wurde allerdings von ihren Arbeitskollegen dementiert, und kurze Zeit später erschien sie bei der Premiere des Films in den Vereinigten Staaten. In einem Interview mit Spiegel Online schilderte sie indes ihre Schwierigkeiten mit den iranischen Behörden aufgrund des Films; so soll sie sieben Monate lang durch diese massiv unter Druck gesetzt worden sein. Sie sollen der Produktion vorgeworfen haben, darin die iranische Regierung zu negativ darzustellen. Als sie später für die Rolle der Prinzessin Tamina in der Videospiel-Verfilmung Prince of Persia: The Sands of Time vorsprechen sollte, wurde sie an der Ausreise gehindert, anschließend habe man sie vor ein Revolutionsgericht geladen und ihr dort vorgeworfen, eine Gefahr für die Sicherheit Irans zu sein; außerdem habe man sie einer Zusammenarbeit mit der CIA beschuldigt. Als sie anschließend doch noch ausreisen durfte, verpasste sie das Flugzeug nach London und somit das Casting, und die Rolle wurde schließlich mit der Britin Gemma Arterton besetzt.
Aufgrund dieser Erlebnisse hat sie Iran verlassen, sie lebt in Paris.
Für den Film Huhn mit Pflaumen, dem ersten Realfilm der Comiczeichnerin und ebenfalls Exil-Iranerin Marjane Satrapi, stand sie in den Studios in Potsdam-Babelsberg vor der Kamera.
Farahani ist auch musikalisch tätig; in Iran war sie Teil einer Untergrund-Rockband namens Kooch Neshin ‚Nomaden‘, und nachdem sie Iran verlassen hatte, arbeitete sie mit Mohsen Namjoo, einem anderen Exil-Iraner und Musiker, zusammen und unterstützte ihn auf dem Album Oy, auf dem Farahani Klavier spielt und gelegentlich singt.
2017 wurde sie in die Academy of Motion Picture Arts and Sciences aufgenommen, die jährlich die Oscars vergibt.
Im Jahr 2023 wurde Farahani in die Wettbewerbsjury der 73. Berlinale eingeladen.

## Filmografie
- 1998: Derakhte Golabi (The Pear Tree)
- 2001: Haft parde
- 2001: Zamaneh
- 2003: Deux fereshté (Deux fereshte)
- 2004: Jayi digar
- 2004: Boutique
- 2004: Ashk-e sarma
- 2005: Mahiha ashegh mishavand
- 2005: Bab'Aziz – Der Prinz, der seine Seele betrachtete (Bab’Aziz, le prince qui contemplait son âme)
- 2006: Be name pedar
- 2006: Half Moon (Nîvê Heyvê)
- 2006: Mim mesle madar
- 2006: Gis Borideh
- 2007: Santuri (Santouri The Music Man)
- 2007: Chacun son Cinéma – Jedem sein Kino (Chacun son cinéma)
- 2008: Divar
- 2008: Hamisheh paye yek zan dar mian ast
- 2008: Shirin
- 2008: Der Mann, der niemals lebte (Body of Lies)
- 2009: Alles über Elly (درباره الی)
- 2011: Wenn du stirbst, bring ich dich um (Si Tu Meurs, Je Te Tue)
- 2011: Glaube, Blut und Vaterland (There Be Dragons)
- 2011: La règle de trois (Kurzfilm)
- 2011: Huhn mit Pflaumen (Poulet aux prunes)
- 2012: Stein der Geduld (سنگ صبور)
- 2012: Just Like a Woman
- 2013: My Sweet Pepper Land
- 2014: Rosewater
- 2014: Eden
- 2014: Exodus: Götter und Könige (Exodus: Gods and Kings)
- 2015: Zwei Freunde (Les Deux Amis)
- 2015: Go Home
- 2016: Les malheurs de Sophie
- 2016: Altamira
- 2016: Paterson
- 2017: Pirates of the Caribbean: Salazars Rache (Pirates of the Caribbean: Dead Men Tell No Tales)
- 2017: The Song of Scorpions
- 2017: Aus nächster Distanz (Shelter)
- 2017: Mein Bester & Ich (The Upside)
- 2017: Santa & Co. – Wer rettet Weihnachten? (Santa et Cie)
- 2018: The Night Eats the World (La nuit a dévoré le monde)
- 2018: Die Töchter der Sonne (Les filles du soleil)
- 2018: OrelSan: Paradis
- 2018: Human Rights Day Global Broadcast
- 2019: L'angle mort
- 2019: Auf der Couch in Tunis (Un divan à Tunis)
- seit 2019: Gen:Lock (Fernsehserie, Sprechrolle)
- 2020: Tyler Rake: Extraction (Extraction)
- 2021: City of Ghosts (Fernsehserie)
- 2021: VTC (Fernsehserie)
- seit 2021: Infiltration (Invasion, Fernsehserie)
- 2022: Bruder und Schwester (Frère et sœur)
- 2023: Tyler Rake: Extraction 2 (Extraction 2)
- 2024: Wilhelm Tell (William Tell)
- 2024: Reading Lolita in Tehran
- 2025: Alpha